# Astra 2D
Astra 2D auf 28,2° Ost war ein Fernsehsatellit der SES Global (vormals SES-Astra – Société Européenne des Satellites-Astra) mit Sitz in Betzdorf in Luxemburg, der für den Fernsehempfang im Vereinigten Königreich und in Irland konzipiert war.
Er wurde 2000 vom Weltraumbahnhof Kourou in Französisch-Guayana ins All befördert.
Die Ausleuchtungszone war auf die Britischen Inseln fokussiert, daher war der Empfang am Rande der Ausleuchtzone oft schwierig.
Viele britische Fernsehsender, darunter auch die BBC, waren bis zum 24. Februar 2012 unter Freesat (markengeschützter Name für Programmpakete von BBC und ITV) über diesen Satelliten frei zu empfangen.
Am 24. Februar 2012 übernahm der am 6. August 2011 gestartete Satellit Astra 1N seine Aufgaben, da Astra 2D am Ende seiner Lebensdauer angelangt war. Etwas über ein Jahr später wurde 1N seinerseits auf der Orbitalposition 28.2°E nach und nach ersetzt durch die Satelliten 2E, 2F und 2G. Astra 1N wurde migriert zur Position 19.2°E, wo er bis heute Mitteleuropa einschließlich Deutschland versorgt.

## Empfang
Der Satellit konnte auf den Britischen Inseln, in Nordfrankreich, Belgien, den Niederlanden, Luxemburg und Westdeutschland empfangen werden.
Die Übertragung erfolgte im Ku-Band.